# Torre Egger
Torre Egger – jest jednym ze szczytów leżących na obszarze Lądolodu Patagońskiego Południowego w Ameryce Południowej. Jest położony na terenie będącym przedmiotem sporów między Chile i Argentyną, na zachód od szczytu Fitz Roy, między Cerro Torre, najwyższym punktem łańcucha czterech szczytów, a Cerro Stanhard. Swoją nazwę zawdzięcza włoskiemu alpiniście Toniemu Eggerowi, który zginął w czasie próby zdobycia sąsiedniego Cerro Torre.

## Pierwsze wejście

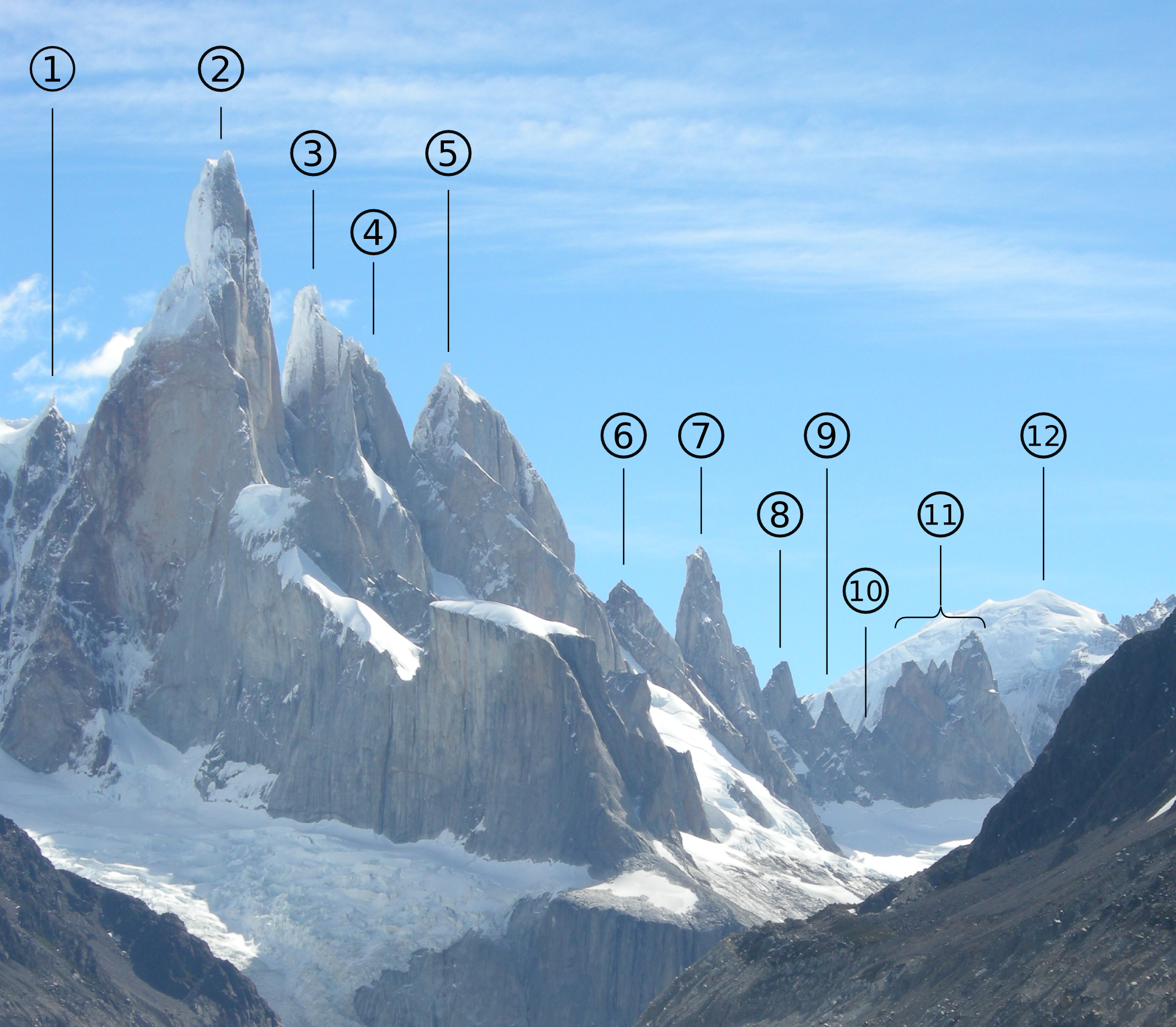
Część szczytów z masywu Cerro Torre. 2: Cerro Torre, 3: Torre Egger, 4: Punta Herron, 5: Aguja Standhart, 7: Aguja Bífida, 11: Cuatro Dedos.

W 1976 r. amerykańscy alpiniści, John Bragg, Jim Donini i Jay Wilson, zdobyli Torre Egger, wspinając się najpierw na przełęcz Col of Conquest między nim a Cerro Torre, a potem granią na szczyt. Wejście było utrudnione przez warunki pogodowe i trwało od grudnia 1975 do 22 lutego 1976, kiedy to trzyosobowy zespół znalazł się na szczycie.

## Dalsze wejścia
- 1986 Psycho Vertical (Ściana południowo–wschodnia) (UIAA ED+ VII+ A3 90deg, 950m) Janez Jeglic, Silvo Karo, Franc Knez (Jugosławia), 7.12.1986.[4]
- 1987 Titanic (Wschodni filar) (UIAA VI+ A2), Maurizio Giarolli i Elio Orlandi (Włochy), 2 do 5.11.1987.[5]
- 1994 Badlands (YDS VI 5.10 A3 WI4+, 1000m) Conrad Anker, Jay Smith i Steve Gerberding (USA), FA 12.12.1994[6].
- 2005 Titanic (Wschodni filar) (UIAA VI+ A2) Steph Davis, Dean Potter. Pierwsze kobiece wejście na Torre Egger i przypuszczalnie pierwsze jednodniowe wejście na szczyt.[7][8][9]
- 2012 Die another day" (ściana zachodnia) (UIAA VIII A1) Matteo Bernasconi, Matteo Della Bordella. Koniec drogi 25 m poniżej przełęczy Col de Lux.
- 2013 Notti magiche" (Ściana zachodnia) (UIAA VIII A1) Matteo Della Bordella, Luca Schiera. Od Col de Lux do szczytu włoski duet kontynuował drogę Hubera-Sharfa, 200 m w skale, a potem w lodzie[10]

W styczniu 2008 r. Rolando Garibotti i Colin Haley dokonali kompletnego trawersu całego masywu, wchodząc po kolei na Aguja Standhardt, Punta Herron, Torre Egger i Cerro Torre. Swoją drogę ocenili na Grade VI 5.11 A1 WI6 Mushroom Ice 6, a sumaryczną wysokość wejścia na 2200 m. Była to jedna z najbardziej kultowych i niezdobytych dróg, której przejścia jako pierwszy próbował Ermanno Salvaterra.